# Patrick De Wilde
Pour les articles homonymes, voir De Wilde.
Patrick De Wilde, né le 29 avril 1964, est un footballeur belge devenu entraîneur.

## Biographie

### Carrière d'entraîneur
En décembre 2016, il devient l'adjoint de Georges Leekens, sélectionneur de l'équipe d'Algérie.